# Francisco García Novell
Francisco García Novell (Barcelona en 1944) es un periodista español.

## Biografía
Ingresó en TVE en 1963. Especializado en comunicación infantil y juvenil ha desarrollado buena parte de su carrera en programas de esa área en Televisión española.
Entre 1974 y 1978 dirigió y presentó el informativo juvenil La Semana, junto a Carmen Lázaro y Rafael Turia. El año siguiente colaboró, en calidad de director de actividades en la puesta en marcha de la primera edición de la feria anual dedicada al ocio infantil Juvenalia.
En años sucesivos se puso al frente, tanto en la dirección como en la presentación de otros espacios de TVE de similar contenido: Informativo Juvenil (1981-1982), Nosotros (1982-1984), El domingo es nuestro (1986-1987) y Crónica Joven (1988).
En 1993 se planteó uno de los mayores retos de su carrera profesional al poner en marcha, junto a Miguel de la Quadra-Salcedo el programa divulgativo de aventura Ruta Quetzal, del que fue director y guionista.
En 2000 da el salto a Antena 3, donde dirige el espacio de debate Audiencia Pública, en el que los periodistas Ricardo Fernández Deu y Javier Nart simulan un juicio sobre temas de actualidad, y que solo se mantuvo un mes en pantalla.
En 2004 dirigió el Canal Forum, cadena de TV del Fórum Universal de las Culturas celebrado en Barcelona. Hasta 2005 fue Presidente de la Asociación de Amigos del Libro Infantil y Juvenil.
Entre los libros que ha publicado figuran Inventar el periódico: propuestas para trabajar la prensa en la escuela (1982).
En 2009 edita la obra Naufragio (La Esfera de los Libros), basado en el hundimiento del barco español Príncipe de Asturias en Brasil el 5 de marzo de 1916 en el que fallecieron 500 personas.